# Grattacieli di Francoforte sul Meno

Veduta di Francoforte sul Meno nel 2022

La città di Francoforte sul Meno, in Germania, possiede più di 30 edifici più alti di 100 metri. Con 259 metri d'altezza, il suo edificio più alto è la Torre Commerzbank.

## Grattacieli più alti
| Pos. | Nome                              | Immagine | Altezza (m) | Piani | Anno | Destinazione | Note                                                    |
| ---- | --------------------------------- | -------- | ----------- | ----- | ---- | ------------ | ------------------------------------------------------- |
| 1    | Torre Commerzbank                 |          | 259         | 56    | 1997 | Commerciale  | È il più alto edificio di Francoforte sul Meno dal 1997 |
| 2    | Messeturm                         |          | 257         | 55    | 1990 | Commerciale  |                                                         |
| 3    | Four 1                            |          | 233         | 59    | 2024 | Mista        |                                                         |
| 4    | Westendstraße 1                   |          | 208         | 53    | 1993 | Commerciale  |                                                         |
| 5    | Torre Main                        |          | 200         | 55    | 1999 | Commerciale  |                                                         |
| 5    | Torre 185                         |          | 200         | 55    | 2011 | Commerciale  |                                                         |
| 7    | One                               |          | 191         | 49    | 2022 | Mista        |                                                         |
| 8    | Omniturm                          |          | 190         | 45    | 2019 | Mista        |                                                         |
| 9    | Trianon                           |          | 186         | 45    | 1993 | Commerciale  |                                                         |
| 10   | Sede della Banca centrale europea |          | 185         | 45    | 2014 | Commerciale  |                                                         |
| 11   | Four 2                            |          | 173         | 50    | 2024 | Residenziale |                                                         |
| 12   | Torre Grand                       |          | 172         | 47    | 2020 | Residenziale |                                                         |
| 13   | Opernturm                         |          | 170         | 42    | 2009 | Commerciale  |                                                         |
| 13   | Taunusturm                        |          | 170         | 40    | 2014 | Commerciale  |                                                         |
| 15   | Silberturm                        |          | 166         | 32    | 1978 | Commerciale  |                                                         |